# Callipepla gambelii
Il colino di Gambel o quaglia di Gambel (Callipepla gambelii (Gambel, 1843))  è un uccello della famiglia Odontophoridae, diffuso negli Stati Uniti e nel Messico. Deve il nome al suo scopritore, lo studioso di storia naturale americano William Gambel.

## Descrizione
Il colino di Gambel è un uccello paffuto con la coda corta. Gli esemplari adulti misurano dai 24 ai 28 centimetri di lunghezza e hanno un peso compreso tra i 157 e i 208 grammi. Entrambi i sessi possiedono un vistoso pennacchio scuro a forma di goccia e un piumaggio caratterizzato da toni grigi e marroni ma come moli altri galliformi questa specie presenta dimorfismo sessuale. I maschi adulti hanno la fronte e la gola di colore nera separate da una linea bianca a forma di U dal resto del corpo e da una linea orizzontale dalla parte superiore del capo che è di colore marrone castagna. Il collo, la schiena e parte del petto sono di colore grigio-azzurro con sfumature marroni più accentuate nel collo, la parte laterale è invece marrone con strisce orizzontali bianche e la pancia è di colore panna con la parte vicina alle zampe nera. Le femmine adulte presentano lo stesso schema di colorazione dei maschi ma sono più chiare e hanno il muso completamente marrone chiaro, la pancia panna screziata di marrone e il pennacchio più corto. Gli immaturi sono di colore marrone chiaro screziati di scuro

## Biologia
Il colino di Gambel è un uccello stanziale che preferisce muoversi correndo nella vegetazione piuttosto che volando e quando vola è per tratti brevissimi. Questa specie di odontoforide al contrario delle altre predilige dormire appollaiata sui rami degli arbusti. In autunno e inverno gli esemplari di colino di Gambel si riuniscono in gruppi che possono contare anche più di 20 esemplari e verso marzo si iniziano a formare le coppie che si separano dal gruppo per nidificare.
Questa specie è cacciata dall'uomo sia per sport che per essere mangiata.

### Alimentazione
La dieta dei colini di Gambel è composta principalmente da vegetali e in particolare da foglie e semi. In alcuni periodi dell'anno non disdegnano nemmeno frutti e bacche e nel periodo di nidificazione si nutrono anche di insetti. Normalmente mangiano in gruppo due volte al giorno, al mattino e nel tardo pomeriggio, avanzando lentamente nella vegetazione. Sebbene non abbiano bisogno di assumere acqua libera queste quaglie preferiscono vivere nei pressi di torrenti.

### Riproduzione
Il colino di Gambel è monogamo e sono le femmine a cercare il posto più adatto per costruire il nido che è una conca scavata nella terra protetta dalla vegetazione. Ogni coppia depone dalle 10 alle 12 uova che vengono covate esclusivamente dalle femmine. La schiusa avviene 22 giorni dopo e di solito tutte le uova schiudono simultaneamente. Inverni e primavere umide portano ad avere nidiate più numerose. Entrambi i genitori si prendono cura della prole e qualora uno dei due morisse l'altro continua a nutrire i pulcini. La maturità sessuale viene raggiunta intorno ad un anno di vita.

## Distribuzione e habitat
L'areale del colino di Gambel si estende dal sud est degli Stati Uniti al nord del Messico. In particolare negli Stati Uniti è presente dal Texas occidentale fino sud-est della California e nella parte meridionale degli stati del Nevada, Utah e nella parte più occidentale del Colorado. Mentre in Messico questa quaglia vive nella parte più settentrionale della Bassa California, Sonora, Sinaloa e nel nord ovest dello stato di Chihuahua. Alcuni esemplari sono stati introdotti nello stato dell'Idaho, sull'isola di San Clemente (California) e nel 1928 e in anni successivi nelle isole Hawaii.
Questa quaglia vive in aree desertiche coperte da una vegetazione cespugliosa e spinosa. Preferisce risiedere vicino a ruscelli e fiumi e non disdegna aree coltivate o periferie cittadine.

## Tassonomia
Questa specie è suddivisa in quattro sottospecie:
- Callipepla gambelii gambelii (Gambel, 1843)
- Callipepla gambelii ignoscens (Friedmann, 1943)
- Callipepla gambelii fulvipectus Nelson, 1899
- Callipepla gambelii stephensi (Phillips, AR, 1959)